# バラエティーステーションpresented by テレ朝
『バラエティーステーションpresented by テレ朝』（バラエティーステーション プレゼンテッド バイ テレあさ）は、2018年5月20日からAbemaTV・AbemaGOLDチャンネルで、毎週日曜日の20:00 - 24:00（JST）に配信される4時間の単発特別番組枠。略称は『バラステ』で、番組表や報道記事では主にこちらが使われる。

## 概要
サイバーエージェントとテレビ朝日が合弁で設立した「AbemaTV」の配信開始2周年、およびさらなる連携強化を図るため新設した単発特別番組枠。制作はテレビ朝日が受け持ち、過去のテレビ朝日バラエティー番組のリメイク番組、地上波で放送中番組のスピンオフ番組、ディレクターズカット版。バラステ用オリジナル番組を編成する。4時間枠は通常4分割され4番組が編成されるが、『しくじり先生 俺みたいになるな!! Classics』のように3時間番組が編成される場合、『お願い！ランキング』のように30分番組2本が1番組として編成される場合もある。
2019年3月31日の『妄想中毒』終了をもって事実上の終了。その後は再配信枠となった。

## おもな配信番組

### リメイク、地上波からの枠移動
- 虎の門 TIGER'S GATE-LIVESHOW（2018年5月20日 - 11月18日）
- 発注歓迎！リベンジャーズ（2018年5月27日 - 2019年1月27日）

### スピンオフ
- お願い！ランキング 私って、美人ですよね？～なんで仕事がないんだろう～（2018年5月27日 - ）
- お願い！ランキング 三角関係から恋芽生える～添い寝プリンス～（2018年5月27日 - ）
- 陸海空 地球征服するなんて ラブアース（2018年5月27日 - 9月2日、10月28日[4] -）[5]
- 若イッテンモノ（2018年6月10日）
- 陸海空地球征服するなんてイケメンマネーアース（2018年7月22日 - ）[6]
- Mステへの階段 ウルトラオーディション（2018年9月9日）[7]
- 転職さん、いらっしゃい!（2018年11月）お願い!ランキング内のコーナーから独立

### ディレクターズカット
- 今夜、ホール近くの居酒屋で…（2018年5月20日）
- 世界カンペ旅（2018年6月3日）
- アンビバレントプログラム 麗しのコメンテーターに論破されたい（2018年6月10日）
- 東京らふストーリー（2018年5月27日 - ）
- 世界はたった6人でつながる（2018年6月24日）
- 激レアさんを連れてきた。（2018年6月27日 - ）
- しくじり先生 俺みたいになるな!! Classics（2018年7月1日 - ）
- 結婚前夜におじゃまします。（2018年7月1日）
- アップデート大学～レアケース体験学部～（2018年7月22日）[8]
- ラーメン店　軒先の明と暗（2018年7月29日）[9]
- 日本伝えばなし（2018年8月12日）
- ディープな街で昼から何してる？（2018年8月26日）[10]
- 超イッテンモノ（2018年8月26日）
- 出川とWHYガール（2018年8月26日）[10]
- 山里亮太のナナ目線（2018年8月26日）[10]
- 愛する父をよろしく（2018年9月9日）[11]
- 全く寝ないで73時間！破天荒 ナスD の無人島で2泊3日0円生活完全版6時間SP（2018年9月16日）[12]
- クイズジャングル!弱肉強食バトルロワイヤル（2018年9月23日）
- 激アツ!！ヤンキーサッカー部＜アベマ限定 ＞（2018年9月23日 - ）
- OKワゴン～どうぞご自由にお使いください～＜ディレクターズカット版＞（2018年10月7日[13]）
- 有吉探検隊!＜未公開シーン追加版＞（2018年11月18日[14] - ）
- 19の夜~大人でも子供でもない夢前夜~ディレクターズカット1時間SP（2019年1月13日）
- 悩める前職：アイドルちゃん～アイドルやめて何するの？～（2019年1月27日[15][16][17]）
- 億婚（2019年1月27日[18]）
- 実はここまでやっていた！よゐこvs吉田沙保里「無人島0円生活バトル」超完全版（2019年2月3日[19]）10時間拡大配信

### オリジナル
- メイクアップコロシアム（2018年5月27日）
- ひとりと佳代子と気になるお嬢（2018年6月10日 - 10月14日）原則隔週配信[20]
- 堀内健のテレビを観るTV（2018年10月7日）[21]
- 徳井義実×大橋未歩～他人の家のぞき見妄想バラエティ～妄想不動産（2018年12月2日）[22][23]
- 徳井義実×大橋未歩【バラステ】妄想中毒（2019年2月17日[24] -3月31日）妄想不動産を改題の上リニューアル。